# Förbundet Mot Droger
Förbundet Mot Droger, svensk politiskt och religiöst obunden nykterhetsorganisation vars syfte är att propagera mot alkohol och andra droger. Förbundet mot droger är samma organisation som SSUH, Sveriges studerande ungdoms helnykterhetsförbund. Organisationen bytte namn 1971. Medlemsantalet har minskat kraftigt de senaste decennierna, och Förbundet mot droger består numera av ett litet antal gamla medlemmar som huvudsakligen arbetar med att stödja arbete mot droger bland ungdomar.
Organisationen avkräver samtliga medlemmar total avhållsamhet från alkohol, annat än i medicinskt eller religiöst syfte. Organisationen gav ut tidningen Drog under åren 1971-1995. FMD är en av medlemsorganisationerna i studieförbundet NBV.